# Sankei-en

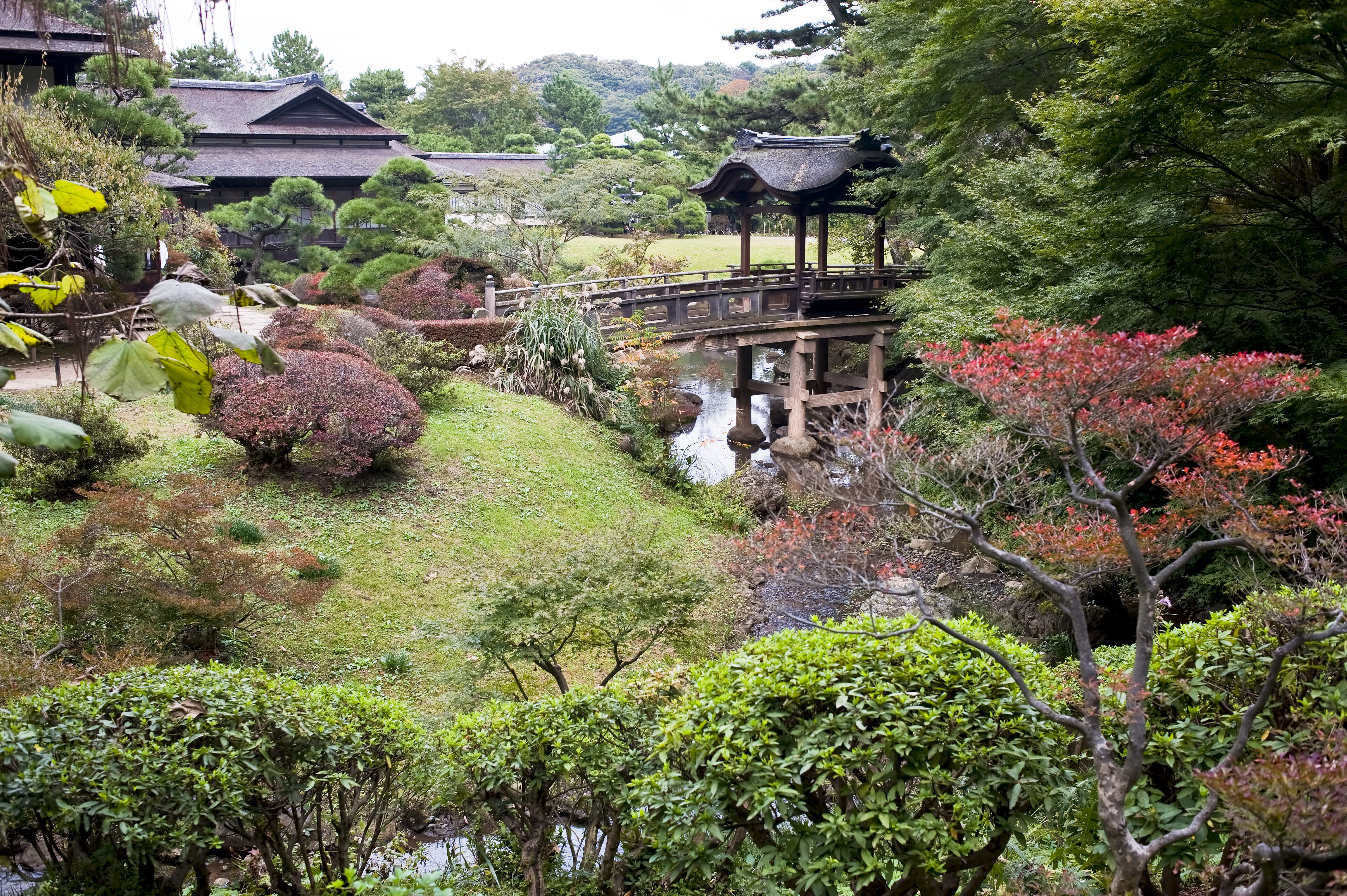
Sankei-en

Sankei-en (japonsky 三溪園) je zahrada v japonském stylu nedaleko města Jokohama v Japonsku. Zahrada vznikla v roce 1906 zásluhou obchodníka s hedvábím Tomitara Hara (1868 - 1939). 
Celková plocha Sankei-en je 175 km². Dělí se na vnitřní a vnější zahradu. Ve vnitřní se nachází mnoho rybníků a potoků, zvlněné cesty, historické budovy a typické asijské druhy rostlin. Ve vnější pak hlavní rybník, několik čajoven a třípatrová pagoda.
Japonská vláda vyhlásila zahradu za významnou kulturní památku města Jokohama. Zahrada je populární hlavně na jaře, kdy kvetou japonské třešně sakury.